# Санманат
Санмана́т (кат. Sentmenat) - муніципалітет, розташований в Автономній області Каталонія, в Іспанії. Код муніципалітету за номенклатурою Інституту статистики Каталонії - 82671. Знаходиться у районі (кумарці) Бальєс-Уксідантал (коди району - 40 та VC) провінції Барселона, згідно з новою адміністративною реформою перебуватиме у складі Баґарії (округи) Барселона. 

## Населення
Населення міста (у 2007 р.) становить 7.376 осіб (з них менше 14 років - 17%, від 15 до 64 - 71,2%, понад 65 років - 11,8%). У 2006 р. народжуваність склала 96 осіб, смертність - 57 осіб, зареєстровано 43 шлюби. У 2001 р. активне населення становило 3.055 осіб, з них безробітних - 217 осіб.

Серед осіб, які проживали на території міста у 2001 р., 4.332 народилися в Каталонії (з них 2.960 осіб у тому самому районі, або кумарці), 1.485 осіб приїхало з інших областей Іспанії, а 104 особи приїхали з-за кордону. 

Університетську освіту має 8,3% усього населення. 

У 2001 р. нараховувалося 2.016 домогосподарств (з них 16% складалися з однієї особи, 26,7% з двох осіб,23% з 3 осіб, 24% з 4 осіб, 7,2% з 5 осіб, 1,9% з 6 осіб, 0,5% з 7 осіб, 0,2% з 8 осіб і 0,4% з 9 і більше осіб).

Активне населення міста у 2001 р. працювало у таких сферах діяльності : у сільському господарстві - 1,2%, у промисловості - 43,1%, на будівництві - 12% і у сфері обслуговування - 43,7%. 

 У муніципалітеті або у власному районі (кумарці) працює 3.380 осіб, поза районом - 1.442 особи.

### Доходи населення
У 2002 р. доходи населення розподілялися таким чином :
| \| Доходи населення за статтями доходів \| Доходи населення за статтями доходів \| Доходи населення за статтями доходів \| \| Рік \| 2002 р. \| 2001 р. \| \| ------------------------------------ \| ------------------------------------ \| ------------------------------------ \| \| Заробітна платня \| 59% \| 61,6% \| \| Доходи від ведення бізнесу \| 27,1% \| 24,7% \| \| Соціальна допомога \| 13,9% \| 13,7% \| |         |         |
| Доходи населення за статтями доходів |         |         |
| Рік | 2002 р. | 2001 р. |
| Заробітна платня | 59%     | 61,6%   |
| Доходи від ведення бізнесу | 27,1%   | 24,7%   |
| Соціальна допомога | 13,9%   | 13,7%   |

### Безробіття
У 2007 р. нараховувалося 283 безробітних (у 2006 р. - 304 безробітних), з них чоловіки становили 35,7%, а жінки - 64,3%.

## Економіка
У 1996 р. валовий внутрішній продукт розподілявся по сферах діяльності таким чином :
| \| Валовий внутрішній продукт \| Валовий внутрішній продукт \| Валовий внутрішній продукт \| \| Рік \| 1996 р. \| 1991 р. \| \| -------------------------- \| -------------------------- \| -------------------------- \| \| Сільське господарство \| 1,4% \| 1,9% \| \| Промисловість \| 59,5% \| 61,8% \| \| Будівництво \| 10% \| 10,8% \| \| Послуги \| 29,1% \| 25,5% \| |         |         |
| Валовий внутрішній продукт |         |         |
| Рік | 1996 р. | 1991 р. |
| Сільське господарство | 1,4%    | 1,9%    |
| Промисловість | 59,5%   | 61,8%   |
| Будівництво | 10%     | 10,8%   |
| Послуги | 29,1%   | 25,5%   |

### Підприємства міста

#### Промислові підприємства
| \| Промислові підприємства міста, за сферою діяльності \| Промислові підприємства міста, за сферою діяльності \| Промислові підприємства міста, за сферою діяльності \| \| Рік \| 2002 р. \| 2001 р. \| \| --------------------------------------------------- \| --------------------------------------------------- \| --------------------------------------------------- \| \| Енергетичні та водні ресурси \| 0,9% \| 0% \| \| Хімія та метали \| 15,8% \| 17% \| \| Переробка металів \| 40% \| 39,7% \| \| Продукти харчування \| 5,6% \| 5,7% \| \| Текстиль \| 11,2% \| 11,9% \| \| Виробництво меблів, видання \| 16,7% \| 15,5% \| \| Інше \| 9,8% \| 10,3% \| \| Усього підприємств \| 215 \| 194 \| |         |         |
| Промислові підприємства міста, за сферою діяльності |         |         |
| Рік | 2002 р. | 2001 р. |
| Енергетичні та водні ресурси | 0,9%    | 0%      |
| Хімія та метали | 15,8%   | 17%     |
| Переробка металів | 40%     | 39,7%   |
| Продукти харчування | 5,6%    | 5,7%    |
| Текстиль | 11,2%   | 11,9%   |
| Виробництво меблів, видання | 16,7%   | 15,5%   |
| Інше | 9,8%    | 10,3%   |
| Усього підприємств | 215     | 194     |

#### Роздрібна торгівля
| \| Підприємства роздрібної торгівлі міста, за сферою діяльності \| Підприємства роздрібної торгівлі міста, за сферою діяльності \| Підприємства роздрібної торгівлі міста, за сферою діяльності \| \| Рік \| 2002 р. \| 2001 р. \| \| ------------------------------------------------------------ \| ------------------------------------------------------------ \| ------------------------------------------------------------ \| \| Продукти харчування \| 36,8% \| 39,4% \| \| Одяг та взуття \| 22,4% \| 21,1% \| \| Товари для дому \| 9,2% \| 8,5% \| \| Книги та періодичні видання \| 3,9% \| 4,2% \| \| Промислова хімічна продукція \| 11,8% \| 8,5% \| \| Продукція, пов'язана з транспортними засобами \| 1,3% \| 1,4% \| \| Інше \| 14,5% \| 16,9% \| \| Усього підприємств \| 76 \| 71 \| |         |         |
| Підприємства роздрібної торгівлі міста, за сферою діяльності |         |         |
| Рік | 2002 р. | 2001 р. |
| Продукти харчування | 36,8%   | 39,4%   |
| Одяг та взуття | 22,4%   | 21,1%   |
| Товари для дому | 9,2%    | 8,5%    |
| Книги та періодичні видання | 3,9%    | 4,2%    |
| Промислова хімічна продукція | 11,8%   | 8,5%    |
| Продукція, пов'язана з транспортними засобами | 1,3%    | 1,4%    |
| Інше | 14,5%   | 16,9%   |
| Усього підприємств | 76      | 71      |

#### Сфера послуг
| \| Підприємства міста, що працюють у сфері послуг, за діяльністю \| Підприємства міста, що працюють у сфері послуг, за діяльністю \| Підприємства міста, що працюють у сфері послуг, за діяльністю \| \| Рік \| 2002 р. \| 2001 р. \| \| ------------------------------------------------------------- \| ------------------------------------------------------------- \| ------------------------------------------------------------- \| \| Гуртова торгівля \| 25,4% \| 24,6% \| \| Готелі та готельний бізнес \| 13,6% \| 13,9% \| \| Транспорт та зв'язок \| 19,7% \| 20,6% \| \| Посередницькі фінансові послуги \| 2,5% \| 2,4% \| \| Послуги підприємствам \| 3,2% \| 2,8% \| \| Послуги фізичним особам \| 22,2% \| 22,2% \| \| Нерухомість та ін. \| 13,3% \| 13,5% \| \| Усього підприємств \| 279 \| 252 \| |         |         |
| Підприємства міста, що працюють у сфері послуг, за діяльністю |         |         |
| Рік | 2002 р. | 2001 р. |
| Гуртова торгівля | 25,4%   | 24,6%   |
| Готелі та готельний бізнес | 13,6%   | 13,9%   |
| Транспорт та зв'язок | 19,7%   | 20,6%   |
| Посередницькі фінансові послуги | 2,5%    | 2,4%    |
| Послуги підприємствам | 3,2%    | 2,8%    |
| Послуги фізичним особам | 22,2%   | 22,2%   |
| Нерухомість та ін. | 13,3%   | 13,5%   |
| Усього підприємств | 279     | 252     |

## Житловий фонд
У 2001 р. 1,9% усіх родин (домогосподарств) мали житло метражем до 59 м2, 29% - від 60 до 89 м2, 39,3% - від 90 до 119 м2 і
29,8% - понад 120 м2.

З усіх будівель у 2001 р. 42,5% було одноповерховими, 49,1% - двоповерховими, 5,8
% - триповерховими, 1,9% - чотириповерховими, 0,7% - п'ятиповерховими, 0,1% - шестиповерховими,
0% - семиповерховими, 0% - з вісьмома та більше поверхами.

## Автопарк
| \| Автомобілі, зареєстровані у місті, за призначенням \| Автомобілі, зареєстровані у місті, за призначенням \| Автомобілі, зареєстровані у місті, за призначенням \| \| Рік \| 2006 р. \| 2005 р. \| \| -------------------------------------------------- \| -------------------------------------------------- \| -------------------------------------------------- \| \| Приватні автомобілі \| 63,3% \| 64,3% \| \| Мотоцикли \| 8% \| 7,1% \| \| Вантажівки \| 23,7% \| 24,2% \| \| Трактори \| 0,5% \| 0,4% \| \| Автобуси та ін. \| 4,5% \| 4% \| \| Усього автомобілів \| 5.488 шт. \| 5.246 шт. \| |           |           |
| Автомобілі, зареєстровані у місті, за призначенням |           |           |
| Рік | 2006 р.   | 2005 р.   |
| Приватні автомобілі | 63,3%     | 64,3%     |
| Мотоцикли | 8%        | 7,1%      |
| Вантажівки | 23,7%     | 24,2%     |
| Трактори | 0,5%      | 0,4%      |
| Автобуси та ін. | 4,5%      | 4%        |
| Усього автомобілів | 5.488 шт. | 5.246 шт. |

## Вживання каталанської мови
У 2001 р. каталанську мову у місті розуміли 97,7% усього населення (у 1996 р. - 96,4%), вміли говорити нею 80% (у 1996 р. - 
78,8%), вміли читати 80,2% (у 1996 р. - 72,6%), вміли писати 54,2
% (у 1996 р. - 47,4%). Не розуміли каталанської мови 2,3%.

## Політичні уподобання
У виборах до Парламенту Каталонії у 2006 р. взяло участь 3.065 осіб (у 2003 р. - 3.192 особи). Голоси за політичні сили розподілилися таким чином:
| \| Вибори до Парламенту Каталонії \| Вибори до Парламенту Каталонії \| Вибори до Парламенту Каталонії \| \| Рік \| 2006 р. \| 2003 р. \| \| -------------------------------------- \| ------------------------------ \| ------------------------------ \| \| Конвергенція та Єднання (CiU) \| 33,2% \| 32,8% \| \| Соціалістична партія Каталонії (PSC) \| 29,8% \| 35,2% \| \| Народна партія (PP) \| 5,9% \| 8,2% \| \| Ініціатива за зелену Каталонію (IC) \| 11,2% \| 6,9% \| \| Республіканська лівиця Каталонії (ERC) \| 14% \| 16,2% \| \| Громадянська партія (C's) \| 1,9% \| 0% \| \| Інші \| 4% \| 0,8% \| |         |         |
| Вибори до Парламенту Каталонії |         |         |
| Рік | 2006 р. | 2003 р. |
| Конвергенція та Єднання (CiU) | 33,2%   | 32,8%   |
| Соціалістична партія Каталонії (PSC) | 29,8%   | 35,2%   |
| Народна партія (PP) | 5,9%    | 8,2%    |
| Ініціатива за зелену Каталонію (IC) | 11,2%   | 6,9%    |
| Республіканська лівиця Каталонії (ERC) | 14%     | 16,2%   |
| Громадянська партія (C's) | 1,9%    | 0%      |
| Інші | 4%      | 0,8%    |

У муніципальних виборах у 2007 р. взяло участь 3.243 особи (у 2003 р. - 3.218 осіб). Голоси за політичні сили розподілилися таким чином:
| \| Муніципальні вибори \| Муніципальні вибори \| Муніципальні вибори \| \| Рік \| 2007 р. \| 2003 р. \| \| -------------------------------------- \| ------------------- \| ------------------- \| \| Конвергенція та Єднання (CiU) \| 46,3% \| 31,1% \| \| Соціалістична партія Каталонії (PSC) \| 24,1% \| 35,4% \| \| Народна партія (PP) \| 7,3% \| 9,2% \| \| Ініціатива за зелену Каталонію (IC) \| 9,8% \| 12,6% \| \| Республіканська лівиця Каталонії (ERC) \| 12,5% \| 11,7% \| \| Громадянська партія (C's) \| 0% \| 0% \| \| Інші \| 0% \| 0% \| |         |         |
| Муніципальні вибори |         |         |
| Рік | 2007 р. | 2003 р. |
| Конвергенція та Єднання (CiU) | 46,3%   | 31,1%   |
| Соціалістична партія Каталонії (PSC) | 24,1%   | 35,4%   |
| Народна партія (PP) | 7,3%    | 9,2%    |
| Ініціатива за зелену Каталонію (IC) | 9,8%    | 12,6%   |
| Республіканська лівиця Каталонії (ERC) | 12,5%   | 11,7%   |
| Громадянська партія (C's) | 0%      | 0%      |
| Інші | 0%      | 0%      |